# Elodia ambulatoria
Elodia ambulatoria là một loài ruồi trong họ Tachinidae.